# Список птиц Кипра
Список птиц Кипра включает около 398 видов.

## Поганкообразные—Podicipediformes

### Podicipedidae—Поганковые
- Малая поганка — Tachybaptus ruficollis
- Серощёкая поганка — Podiceps grisegena
- Чомга — Podiceps cristatus
- Красношейная поганка — Podiceps auritus
- Черношейная поганка — Podiceps nigricollis

## Буревестникообразные—Procellariiformes

### Буревестниковые—Procellariidae
- Средиземноморский буревестник — Calonectris diomedea
- Обыкновенный буревестник — Puffinus puffinus
- Левантский буревестник — Puffinus yelkouan

### Качурковые—Hydrobatidae
- Британская качурка — Hydrobates pelagicus

## Пеликанообразные—Pelecaniformes

### Пеликановые—Pelecanidae
- Розовый пеликан — Pelecanus onocrotalus
- Кудрявый пеликан — Pelecanus crispus

### Олушевые—Sulidae
- Северная олуша — Morus bassanus

### Баклановые—Phalacrocoracidae
- Большой баклан — Phalacrocorax carbo
- Хохлатый баклан — Phalacrocorax aristotelis
- Малый баклан — Phalacrocorax pygmaeus

## Аистообразные—Ciconiiformes

### Цаплевые—Ardeidae
- Серая цапля — Ardea cinerea
- Рыжая цапля — Ardea purpurea
- Большая белая цапля — Ardea alba
- Малая белая цапля — Egretta garzetta
- Жёлтая цапля — Ardeola ralloides
- Египетская цапля — Bubulcus ibis
- Обыкновенная кваква — Nycticorax nycticorax
- Малая выпь — Ixobrychus minutus
- Большая выпь — Botaurus stellaris

### Аистовые—Ciconiidae
- Чёрный аист — Ciconia nigra
- Белый аист — Ciconia ciconia

### Ибисовые—Threskiornithidae
- Каравайка — Plegadis falcinellus
- Обыкновенная колпица — Platalea leucorodia

## Фламингообразные—Phoenicopteriformes

### Фламинговые—Phoenicopteridae
- Обыкновенный фламинго — Phoenicopterus roseus

## Гусеобразные—Anseriformes

### Утиные—Anatidae
- Лебедь-шипун — Cygnus olor
- Лебедь-кликун — Cygnus cygnus
- Американский лебедь — Cygnus columbianus
- Гуменник — Anser fabalis
- Белолобый гусь — Anser albifrons
- Серый гусь — Anser anser
- Чёрная казарка — Branta bernicla
- Краснозобая казарка — Branta ruficollis
- Нильский гусь — Alopochen aegyptiacus
- Огарь — Tadorna ferruginea
- Пеганка — Tadorna tadorna
- Свиязь — Anas penelope
- Серая утка — Anas strepera
- Чирок-свистунок — Anas crecca
- Кряква — Anas platyrhynchos
- Шилохвость — Anas acuta
- Чирок-трескунок — Anas querquedula
- Широконоска — Anas clypeata
- Мраморный чирок — Marmaronetta angustirostris
- Красноносый нырок — Netta rufina
- Красноголовый нырок — Aythya ferina
- Белоглазый нырок — Aythya nyroca
- Хохлатая чернеть — Aythya fuligula
- Морская чернеть — Aythya marila
- Синьга — Melanitta nigra
- Обыкновенный гоголь — Bucephala clangula
- Луток — Mergellus albellus
- Длинноносый крохаль — Mergus serrator
- Большой крохаль — Mergus merganser
- Савка — Oxyura leucocephala

## Соколообразные—Falconiformes

### Скопиные—Pandionidae
- Скопа — Pandion haliaetus

### Ястребиные—Accipitridae
- Осоед — Pernis apivorus
- Дымчатый коршун — Elanus caeruleus
- Красный коршун — Milvus milvus
- Чёрный коршун — Milvus migrans
- Орлан-белохвост — Haliaeetus albicilla
- Бородач — Gypaetus barbatus
- Стервятник — Neophron percnopterus
- Белоголовый сип — Gyps fulvus
- Чёрный гриф — Aegypius monachus
- Змееяд — Circaetus gallicus
- Болотный лунь — Circus aeruginosus
- Полевой лунь — Circus cyaneus
- Степной лунь — Circus macrourus
- Луговой лунь — Circus pygargus
- Европейский тювик — Accipiter brevipes
- Перепелятник — Accipiter nisus
- Тетеревятник — Accipiter gentilis
- Канюк — Buteo buteo
- Курганник — Buteo rufinus
- Зимняк — Buteo lagopus
- Малый подорлик — Aquila pomarina
- Большой подорлик — Aquila clanga
- Могильник — Aquila heliaca
- Беркут — Aquila chrysaetos
- Ястребиный орёл — Aquila fasciatus
- Орёл-карлик — Aquila pennatus

### Соколиные—Falconidae
- Степная пустельга — Falco naumanni
- Обыкновенная пустельга — Falco tinnunculus
- Кобчик — Falco vespertinus
- Чеглок Элеоноры — Falco eleonorae
- Серебристый чеглок — Falco concolor
- Дербник — Falco columbarius
- Чеглок — Falco subbuteo
- Ланнер — Falco biarmicus
- Балобан — Falco cherrug
- Сапсан — Falco peregrinus

## Курообразные—Galliformes

### Фазановые—Phasianidae
- Кеклик — Alectoris chukar
- Турач — Francolinus francolinus
- Серая куропатка — Perdix perdix
- Обыкновенный перепел — Coturnix coturnix
- Обыкновенный фазан — Phasianus colchicus

## Журавлеобразные—Gruiformes

### Журавлиные—Gruidae
- Журавль-красавка — Anthropoides virgo
- Серый журавль — Grus grus

### Пастушковые—Rallidae
- Водяной пастушок — Rallus aquaticus
- Коростель — Crex crex
- Малый погоныш — Porzana parva
- Погоныш-крошка — Porzana pusilla
- Погоныш — Porzana porzana
- Султанка — Porphyrio porphyrio
- Бронзовая султанка — Porphyrio alleni
- Камышница — Gallinula chloropus
- Лысуха — Fulica atra

### Дрофиные—Otididae
- Дрофа — Otis tarda
- Вихляй — Chlamydotis undulata
- Стрепет — Tetrax tetrax
- Дрофа-красотка — Chlamydotis macqueenii

## Ржанкообразные—Charadriiformes

### Кулики-сороки—Haematopodidae
- Кулик-сорока — Haematopus ostralegus

### Шилоклювковые—Recurvirostridae
- Ходулочник — Himantopus himantopus
- Шилоклювка — Recurvirostra avosetta

### Авдотковые—Burhinidae
- Авдотка — Burhinus oedicnemus

### Тиркушковые—Glareolidae
- Бегунок — Cursorius cursor
- Луговая тиркушка — Glareola pratincola
- Восточная тиркушка — Glareola maldivarum
- Степная тиркушка — Glareola nordmanni

### Ржанковые—Charadriidae
- Пигалица — Vanellus vanellus
- Шпорцевый чибис — Vanellus spinosus
- Белохвостая пигалица — Vanellus leucurus
- Золотистая ржанка — Pluvialis apricaria
- Тулес — Pluvialis squatarola
- Галстучник — Charadrius hiaticula
- Малый зуёк — Charadrius dubius
- Морской зуёк — Charadrius alexandrinus
- Большеклювый зуёк — Charadrius leschenaultii
- Каспийский зуёк — Charadrius asiaticus
- Хрустан — Charadrius morinellus

### Бекасовые—Scolopacidae
- Вальдшнеп — Scolopax rusticola
- Гаршнеп — Lymnocryptes minimus
- Дупель — Gallinago media
- Обыкновенный бекас — Gallinago gallinago
- Большой веретенник — Limosa limosa
- Малый веретенник — Limosa lapponica
- Средний кроншнеп — Numenius phaeopus
- Тонкоклювый кроншнеп — Numenius tenuirostris
- Большой кроншнеп — Numenius arquata
- Щёголь — Tringa erythropus
- Травник — Tringa totanus
- Поручейник — Tringa stagnatilis
- Большой улит — Tringa nebularia
- Черныш — Tringa ochropus
- Фифи — Tringa glareola
- Мородунка — Xenus cinereus
- Обыкновенный перевозчик — Actitis hypoleucos
- Камнешарка — Arenaria interpres
- Исландский песочник — Calidris canutus
- Песчанка — Calidris alba
- Кулик-воробей — Calidris minuta
- Белохвостый песочник — Calidris temminckii
- Краснозобик — Calidris ferruginea
- Чернозобик — Calidris alpina
- Грязовик — Limicola falcinellus
- Турухтан — Philomachus pugnax
- Круглоносый плавунчик — Phalaropus lobatus

### Поморниковые—Stercorariidae
- Короткохвостый поморник — Stercorarius parasiticus
- Средний поморник — Stercorarius pomarinus

### Чайковые—Laridae
- Сизая чайка — Larus canus
- Чайка Одуэна — Larus audouinii
- Морская чайка — Larus marinus
- Серебристая чайка — Larus argentatus
- Клуша — Larus fuscus
- Средиземноморская чайка — Larus michahellis
- Хохотунья — Larus cachinnans
- Армянская чайка — Larus armenicus
- Черноголовый хохотун — Larus ichthyaetus
- Озёрная чайка — Larus ridibundus
- Морской голубок — Larus genei
- Черноголовая чайка — Larus melanocephalus
- Малая чайка — Larus minutus
- Обыкновенная моевка — Rissa tridactyla

### Крачковые—Sternidae
- Чайконосая крачка — Gelochelidon nilotica
- Чеграва — Hydroprogne caspia
- Пестроносая крачка — Sterna sandvicensis
- Обыкновенная крачка — Sterna hirundo
- Полярная крачка — Sterna paradisaea
- Малая крачка — Sternula albifrons
- Белощёкая болотная крачка — Chlidonias hybridus
- Белокрылая крачка — Chlidonias leucopterus
- Чёрная крачка — Chlidonias niger

## Рябкообразные—Pteroclidiformes

### Рябковые—Pteroclidae
- Белобрюхий рябок — Pterocles alchata
- Чернобрюхий рябок — Pterocles orientalis

## Голубеобразные—Columbiformes

### Голубиные—Columbidae
- Сизый голубь — Columba livia
- Клинтух — Columba oenas
- Вяхирь — Columba palumbus
- Обыкновенная горлица — Streptopelia turtur
- Кольчатая горлица — Streptopelia decaocto
- Малая горлица — Streptopelia senegalensis
- Капская горлица — Oena capensis

## Кукушкообразные—Cuculiformes

### Кукушковые—Cuculidae
- Хохлатая кукушка — Clamator glandarius
- Обыкновенная кукушка — Cuculus canorus
- Бронзовая кукушка — Chrysococcyx caprius

## Совообразные—Strigiformes

### Сипуховые—Tytonidae
- Сипуха — Tyto alba

### Совиные—Strigidae
- Сплюшка — Otus scops
- Бурый рыбный филин — Ketupa zeylonensis
- Серая неясыть — Strix aluco
- Домовый сыч — Athene noctua
- Ушастая сова — Asio otus
- Болотная сова — Asio flammeus

## Козодоеобразные—Caprimulgiformes

### Настоящие козодои—Caprimulgidae
- Обыкновенный козодой — Caprimulgus europaeus
- Буланый козодой — Caprimulgus aegyptius

## Стрижеобразные—Apodiformes

### Стрижиные—Apodidae
- Белобрюхий стриж — Tachymarptis melba
- Чёрный стриж — Apus apus
- Бледный стриж — Apus pallidus
- Малый стриж — Apus affinis

## Ракшеобразные—Coraciiformes

### Зимородковые—Alcedinidae
- Обыкновенный зимородок — Alcedo atthis
- Красноклювая альциона — Halcyon smyrnensis
- Малый пегий зимородок — Ceryle rudis

### Щурковые—Meropidae
- Зелёная щурка — Merops persicus
- Золотистая щурка — Merops apiaster

### Сизоворонковые—Coraciidae
- Сизоворонка — Coracias garrulus

### Удодовые—Upupidae
- Удод — Upupa epops

## Дятлообразные—Piciformes

### Дятловые—Picidae
- Вертишейка — Jynx torquilla

## Воробьинообразные—Passeriformes

### Жаворонковые—Alaudidae
- Пустынный жаворонок — Ammomanes deserti
- Чернохвостый вьюрковый жаворонок — Ammomanes cinctura
- Степной жаворонок — Melanocorypha calandra
- Двупятнистый жаворонок — Melanocorypha bimaculata
- Малый жаворонок — Calandrella brachydactyla
- Серый жаворонок — Calandrella rufescens
- Жаворонок Дюпона — Chersophilus duponti
- Хохлатый жаворонок — Galerida cristata
- Лесной жаворонок — Lullula arborea
- Полевой жаворонок — Alauda arvensis
- Рогатый жаворонок — Eremophila alpestris
- Двухохлый жаворонок — Eremophila bilopha

### Ласточковые—Hirundinidae
- Береговушка — Riparia riparia
- Скалистая ласточка — Hirundo rupestris
- Деревенская ласточка — Hirundo rustica
- Рыжепоясничная ласточка — Hirundo daurica
- Городская ласточка — Delichon urbica

### Трясогузковые—Motacillidae
- Белая трясогузка — Motacilla alba
- Желтоголовая трясогузка — Motacilla citreola
- Жёлтая трясогузка — Motacilla flava
- Горная трясогузка — Motacilla cinerea
- Степной конёк — Anthus richardi
- Полевой конёк — Anthus campestris
- Длинноклювый конёк — Anthus similis
- Лесной конёк — Anthus trivialis
- Луговой конёк — Anthus pratensis
- Краснозобый конёк — Anthus cervinus
- Горный конёк — Anthus spinoletta
- Пятнистый конёк — Anthus hodgsoni

### Корольковые—Regulidae
- Желтоголовый королёк — Regulus regulus
- Красноголовый королёк — Regulus ignicapillus

### Свиристелевые—Bombycillidae
- Свиристель — Bombycilla garrulus

### Оляпковые—Cinclidae
- Оляпка — Cinclus cinclus

### Крапивниковые—Troglodytidae
- Крапивник — Troglodytes troglodytes

### Завирушковые—Prunellidae
- Лесная завирушка — Prunella modularis
- Альпийская завирушка — Prunella collaris

### Дроздовые—Turdidae
- Пёстрый каменный дрозд — Monticola saxatilis
- Синий каменный дрозд — Monticola solitarius
- Белозобый дрозд — Turdus torquatus
- Чёрный дрозд — Turdus merula
- Оливковый дрозд — Turdus obscurus
- Рыжий дрозд — Turdus naumanni
- Рябинник — Turdus pilaris
- Белобровик — Turdus iliacus
- Певчий дрозд — Turdus philomelos
- Деряба — Turdus viscivorus

### Цистиколовые—Cisticolidae
- Веерохвостая цистикола — Cisticola juncidis
- Изящная приния — Prinia gracilis

### Славковые—Sylviidae
- Широкохвостая камышовка — Cettia cetti
- Обыкновенный сверчок — Locustella naevia
- Речной сверчок — Locustella fluviatilis
- Соловьиный сверчок — Locustella luscinioides
- Тонкоклювая камышовка — Acrocephalus melanopogon
- Вертлявая камышовка — Acrocephalus paludicola
- Камышовка-барсучок — Acrocephalus schoenobaenus
- Тростниковая камышовка — Acrocephalus scirpaceus
- Садовая камышовка — Acrocephalus dumetorum
- Болотная камышовка — Acrocephalus palustris
- Дроздовидная камышовка — Acrocephalus arundinaceus
- Бледная пересмешка — Hippolais pallida
- Средиземноморская пересмешка — Hippolais olivetorum
- Многоголосая пересмешка — Hippolais polyglotta
- Зелёная пересмешка — Hippolais icterina
- Пеночка-весничка — Phylloscopus trochilus
- Пеночка-теньковка — Phylloscopus collybita
- Светлобрюхая пеночка — Phylloscopus bonelli
- Восточная пеночка — Phylloscopus orientalis
- Пеночка-трещотка — Phylloscopus sibilatrix
- Бурая пеночка — Phylloscopus fuscatus
- Пеночка-зарничка — Phylloscopus inornatus
- Славка-черноголовка — Sylvia atricapilla
- Садовая славка — Sylvia borin
- Серая славка — Sylvia communis
- Славка-завирушка — Sylvia curruca
- Пустынная славка — Sylvia nana
- Пустынная африканская славка — Sylvia deserti
- Ястребиная славка — Sylvia nisoria
- Певчая славка — Sylvia hortensis
- Восточноорфейская славка — Sylvia crassirostris
- Славка Рюппеля — Sylvia rueppelli
- Рыжегрудая славка — Sylvia cantillans
- Средиземноморская славка — Sylvia melanocephala
- Кипрская славка — Sylvia melanothorax
- Очковая славка — Sylvia conspicillata

### Мухоловковые—Muscicapidae
- Серая мухоловка — Muscicapa striata
- Мухоловка-пеструшка — Ficedula hypoleuca
- Мухоловка-белошейка — Ficedula albicollis
- Полуошейниковая мухоловка — Ficedula semitorquata
- Малая мухоловка — Ficedula parva
- Зарянка — Erithacus rubecula
- Восточный соловей — Luscinia luscinia
- Западный соловей — Luscinia megarhynchos
- Варакушка — Luscinia svecica
- Синехвостка — Tarsiger cyanurus
- Соловей-белошейка — Irania gutturalis
- Тугайный соловей — Cercotrichas galactotes
- Горихвостка-чернушка — Phoenicurus ochruros
- Обыкновенная горихвостка — Phoenicurus phoenicurus
- Луговой чекан — Saxicola rubetra
- Европейский чекан — Saxicola rubicola
- Сибирский чекан — Saxicola maura
- Белопоясная каменка — Oenanthe leucopyga
- Каменка-монашка — Oenanthe monacha
- Обыкновенная каменка — Oenanthe oenanthe
- Черношейная каменка — Oenanthe finschii
- Каменка-плешанка — Oenanthe pleschanka
- Кипрская каменка — Oenanthe cypriaca
- Испанская каменка — Oenanthe hispanica
- Пустынная каменка — Oenanthe deserti
- Каменка-плясунья — Oenanthe isabellina

### Толстоклювые синицы—Paradoxornithidae
- Усатая синица — Panurus biarmicus

### Синицевые—Paridae
- Московка — Periparus ater
- Большая синица — Parus major

### Стенолазовые—Tichodromidae
- Краснокрылый стенолаз — Tichodroma muraria

### Пищуховые—Certhiidae
- Обыкновенная пищуха — Certhia familiaris
- Короткопалая пищуха — Certhia brachydactyla

### Ремезовые—Remizidae
- Обыкновенный ремез — Remiz pendulinus

### Иволговые—Oriolidae
- Обыкновенная иволга — Oriolus oriolus

### Сорокопутовые—Laniidae
- Обыкновенный жулан — Lanius collurio
- Чернолобый сорокопут — Lanius minor
- Маскированный сорокопут — Lanius nubicus
- Красноголовый сорокопут — Lanius senator
- Рыжехвостый жулан — Lanius isabellinus
- Пустынный сорокопут — Lanius meridionalis

### Врановые—Corvidae
- Сойка — Garrulus glandarius
- Сорока — Pica pica
- Альпийская галка — Pyrrhocorax graculus
- Галка — Corvus monedula
- Грач — Corvus frugilegus
- Чёрная ворона — Corvus corone
- Ворон — Corvus corax
- Серая ворона — Corvus cornix

### Скворцовые—Sturnidae
- Розовый скворец — Pastor roseus
- Обыкновенный скворец — Sturnus vulgaris

### Овсянковые—Emberizidae
- Обыкновенная овсянка — Emberiza citrinella
- Белошапочная овсянка — Emberiza leucocephalos
- Горная овсянка — Emberiza cia
- Серая овсянка — Emberiza cineracea
- Садовая овсянка — Emberiza hortulana
- Красноклювая овсянка — Emberiza caesia
- Овсянка-крошка — Emberiza pusilla
- Дубровник — Emberiza aureola
- Черноголовая овсянка — Emberiza melanocephala
- Камышовая овсянка — Emberiza schoeniclus
- Просянка — Emberiza calandra
- Домовая овсянка — Emberiza striolata

### Вьюрковые—Fringillidae
- Зяблик — Fringilla coelebs
- Юрок — Fringilla montifringilla
- Обыкновенная чечевица — Carpodacus erythrinus
- Клёст-еловик — Loxia curvirostra
- Обыкновенная зеленушка — Carduelis chloris
- Чечётка — Carduelis flammea
- Чиж — Carduelis spinus
- Черноголовый щегол — Carduelis carduelis
- Коноплянка — Carduelis cannabina
- Корольковый вьюрок — Serinus pusillus
- Канареечный вьюрок — Serinus serinus
- Обыкновенный дубонос — Coccothraustes coccothraustes
- Чечевичник-трубач — Bucanetes githagineus
- Снегирь — Pyrrhula pyrrhula

### Воробьиные—Passeridae
- Домовый воробей — Passer domesticus
- Испанский воробей — Passer hispaniolensis
- Месопотамский воробей — Passer moabiticus
- Полевой воробей — Passer montanus
- Короткопалый воробей — Carpospiza brachydactyla
- Каменный воробей — Petronia petronia